# Tetragoneura freemani
Tetragoneura freemani är en tvåvingeart som beskrevs av Duret 1976. Tetragoneura freemani ingår i släktet Tetragoneura och familjen svampmyggor. Inga underarter finns listade i Catalogue of Life.